# Inside (Eloy-Album)
Inside ist das zweite Musikalbum der deutschen Progressive-Rock- und Artrock-Band Eloy. Es erschien 1973 unter dem Label EMI.
Nachdem sich Frank Bornemann und Erich Schriever nach ihrem Debütalbum Eloy von 1971 aufgrund inhaltlicher Differenzen über politikkritische Texte zerstritten, verließ Schriever die Band. Mit neuer Besetzung ging die künstlerische Neuausrichtung unter Bornemann hin zu progressiveren Musikstilen einher. Das Album enthält Elemente von Krautrock, Progressive Rock, Space Rock und Artrock die bisweilen an frühe Werke von Jethro Tull erinnern, gepaart mit Orgelpassagen, die später für Eloy typisch werden.

## Besetzung
- Frank Bornemann: E-Gitarre, Gesang, Perkussion
- Manfred Wieczorke: Keyboard, Gitarre, Gesang
- Fritz Randow: Schlagzeug, Perkussion, Akustikgitarre, Flöte
- Wolfgang Stöcker: Bassgitarre

### Technik
- Produktion: Eloy
- Tontechnik: Henning Rüte, Thomas Kuckuck

## Titelliste

### Seite A
1. Land of No Body – 17:14

### Seite B
1. Inside – 6:35
2. Future City – 5:35
3. Up and Down – 8:23

### Digital Remastered Edition Bonustracks (2000)
1. Daybreak – 3:39
2. On the Road – 2:30